# Balaives-et-Butz
 Balaives-et-Butz  là một xã ở tỉnh Ardennes, thuộc vùng Grand Est ở phía bắc nước Pháp.